# Myrioblephara mixticolor
Myrioblephara mixticolor là một loài bướm đêm trong họ Geometridae.